# 안토니오 살란드라

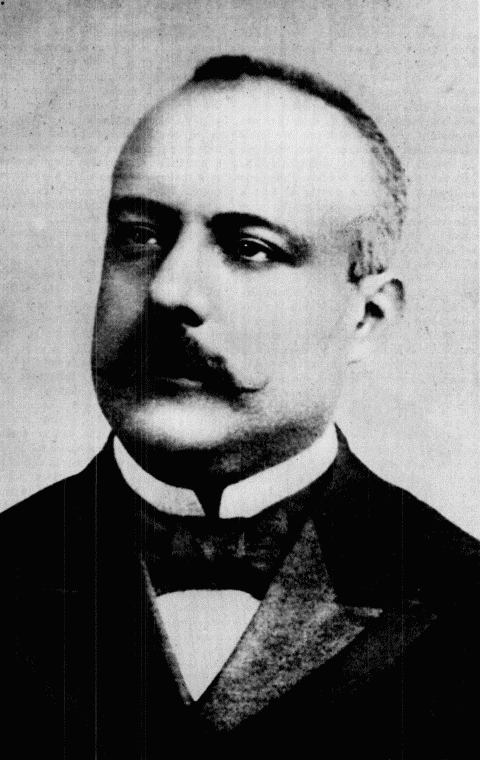
안토니오 사란드라

안토니오 사란드라(이탈리아어: Antonio Salandra, 1853년 8월 13일, 풀리아 주 포자 현 트로이아 ~ 1931년 12월 9일)는 이태리의 정치인으로 1914년부터 1916년까지 33대 총리를 지냈다. 1875년 나폴리 대학교를 졸업하고 강사로 일한 후 로마 대학교 행정법학 교수가 됐다.